# Tito El Bambino
Efraín David Fines Nevares (1981. október 5. –) egy Puerto Ricó-i énekes. Művésznevén: Tito "El Bambino" El Patrón. Tito korábban az Héctor & Tito duó tagja volt, mint Tito "El Bambino" (a gyerek) és Héctor "El Father" (az apa).
Az El Amor c. dala, amelyet Joan Ortiz Espada-val közösen írtak 2010-ben, az Év Latin Dala lett az ASCAP-on. Tito elnyerte az ASCAP 2011. évi Az Év Szövegírója díjat.

## Zenei karrier

### 1996‒2004: Héctor & Tito
Tito és partnere több slágert jelentettek meg Puerto Rico-ban, köztük Amor de Colegio (Don Omar), Felina, Baila Morena (Glory) és No Le Temas a Él, mely egy olyan szerzemény, amely nem hozta meg a várva várt népszerűséget. Mielőtt több éves munkájuk végén szétváltak volna megjelentették az utolsó albumukat Season Finale címmel, amely számos slágert tartalmazott, így hozva meg a népszerűséget.
Héctor & Tito első albumukat 1998-ban jelentették meg. Reggaeton sztárokká váltak számos sikeres album és válogatáslemez után. A műfaj egyik legismertebb duója lettek. Ők voltak azok az első reggaeton művészek, akik hatalmas koncertet adtak Puerto Rico-ban megnyitva az utat más előadóknak, pl. Bakalao stars, Tego Calderón, Daddy Yankee.

### 2004-től: Szólókarrier

#### 2004‒2006: Top of The Line
Rövid kihagyás után Tito megjelentette első szólóalbumát Top of the Line címmel. Az album sikeres lett, első lett a Puerto Rico-ban és lesöpörte az R.K.M & Ken-Y albumát, a Masterpiece-t a második helyre.
A Top of the Line c. album 20 számot tartalmaz olyan előadókkal közösen, mint pl. Daddy Yankee, Don Omar és Beenie Man. Számos dalból sláger lett, pl. Caile, Mía (Daddy Yankee), Tu Cintura (Don Omar), Flow Natural (Beenie Man és Deevani), Secreto, Máximo, Tuve Que Morir és Me Da Miedo.
Top of the Line nemzetközi kiadása további öt számot tartalmaz, ami az eredeti albumon nem szerepel: Siente El Boom (Remix), Enamorado, Calentándote, Bailarlo és Voy a Mí. Az album első kislemeze (Siente El Boom (Remix)) nagy sláger lett Argentinában.
Top of the Line nemzetközi kiadását Randy remixelte Jowell & De La Ghetto-val. A korábban megjelent második kislemez, az Enamorando kevésbé volt népszerű a Puerto Rico-i rádióállomások műsorán, mint a Siente El Boom, ami egész Latin-Amerikára kiterjedt és emiatt a Billboard Hot Latin Charts-on 14. lett. A harmadik kislemez, a Bailardo népszerűbb lett a rádióban, mert korábban megjelent a videója is.
A migránsok megsegítésére tartott show-műsorban az amerikai himnuszt spanyol nyelven adta elő (2006).

#### 2007‒2008: It's My Time
Az It's My Time Tito "El Bambino" második albuma, megjelent 2007. október 2-án. Az első kislemez (Solo Dime que Sí) jelentős figyelmet kapott a rádiókban. Számos művész szerepel az It's My Time c. albumon, mint pl. R.K.M & Ken-Y a Fans-ben, Pharrell a Booty-ban, Toby Love a La Busco-ban, Jadiel a Sol, Playa y Arena-ban Arcangel-lel és Franco "El Gorila"-val a remixen sok más slágerrel.

#### 2009‒2010: El Patrón
Az El Patrón Tito harmadik szólólemeze. A Vamos Pa'l Agua c. sláger már a CD kiadása előtt megjelent, hogy a rajongók megismerhessék, mire számithatnak, ugyanakkor nem került fel az albumra. A CD-n reggaeton művészek szerepelnek, pl. Zion y Lennox és Plan B. Erről az albumról a következő slágerek kerültek fel a listákra: El Amor és Under. Az El Amor hivatalosan négy remixben készült el, négy művésszel: Yolandita Monge, Jenny Rivera, Chiky Flow, és La India.
2011 februárjában Tito "El Bambino" kiadója (On Fire Music) megkereste a GrüvStar producer duót, hogy elkészítsenek a Llueve El Amor-hoz egy hivatalos dance remixet, ezzel is népszerűsítsék magukat a latin zenét sugárzó rádióállomásokon.
Tito producerként próbálja ki magát az On Fire Music kiadóval.

#### 2011‒2012: El Patrón: Invencible
Öccse (Emanuel El Bambi) debütált az Invencible c. albumon. Tito korábban kijelentette, hogy az elkövetkező tíz évben is ezt a fajta zenét fogja csinálni.

#### 2012-2013: Invicto
Tito kiadta az első promóciós kislemezt az albumról Dame La Ola címmel 2012. október 26-án, amely a 61. lett a Billboard Hot Latin Songs 2012. évi összesített listáján. Egy hónappal később megjelent a szám videóváltozata. Októberben Tito kiadta a Por Qué Les Mientes c. dalt, amelyen Marc Anthony-vel közösen duettezik. Ez volt az album első kislemeze. 2013-ban ez lett a 12. a Billboard Hot Latin Songs listán. Az Invicto 2012 november 19-én jelent meg. Elkészült a Por Qué Les Mientes videója.

#### 2014-től: Alta Jerarquía
Tito kiadta a hatodik stúdióalbumát 2014. november 24-én Alta Jerarquía címmel, amelyből három kislemez született: A Que No Te Atreves (a Billboard 100-as Hot Latin Songs listán 2014-ben a 67. lett), Controlando és Adicto a Tus Redes. Tito nagyszabású koncertet adott a Puerto Rico-i José Miguel Agrelot Coliseum-ban 2015. március 13-án számos énekessel.

## Magánélete
Tito házasságot között hétéves kapcsolat után Jessica Santiago-val. 2009-ben váltak el. Lánya Jeinaliz Fines korábbi kapcsolatából született. Fia Gabriel Efraín Fines. Jelenlegi partnere Priscilla Hernández.

## Diszkográfia

### Héctor & Tito
- Violencia Musical (1998)
- Nuevo Milenio (2001)
- Lo De Antes (2002)
- A La Reconquista (2002)
- La Historia Live (2003) (élő)
- Season Finale (2005)
- The Ultimate Urban Collection (2007) (válogatásalbum)

### Szólóalbumok
- Top of the Line (2006. április 4.)

Kislemezek:
– Caile (2006)
– Flow Natural (Beenie Man & Deevani) (2006)
– Mía (Daddy Yankee) (2006)
– Tu Cintura (Don Omar) (2007)
- Top of the Line: El Internacional (2007. február 6.)

Kislemezek:
– Siente El Boom (Remix) ( De La Ghetto, Jowell & Randy) (2007)
– Enamorado (2007)
– Bailarlo (2007)
- It's My Time (2007. október 2.)

Kislemezek:
– Sólo Dime Que Sí (2007)
– Sol, Playa y Arena (Jadiel) (2007)
– El Tra (2007)
– En La Disco (2007)
– La Busco (Toby Love) (2007)
- El Patrón (2009)

Kislemezek:
– Under (2008)
– El Amor (2009)
- Invencible (2011)
- Invicto (2012)
- Alta Jerarquía (2014)

## Vélemények és viták
2012. február 3-án Chilében az Iquique fesztivált követően a közösségi hálózatok élesen bírálták Tito-t, hogy az ellentmondásos SOPA támogatói nyilatkozatát követi.

## Jelölések és díjak

### Billboard
Jelölések
- 2014 – Billboard Latin Music Award, Tropical Songs Artist of the Year, szóló
- 2013 – Billboard Latin Music Award, Latin Rhythm Albums Artist of the Year, szóló
- 2013 – Billboard Latin Music Award, Tropical Songs Artist of the Year, szóló
- 2011 – Billboard Latin Music Award, Tropical Airplay, Artista del Ano – , szóló
- 2011 – Billboard Latin Music Award, Latin Rhythm Airplay – Tema del Ano for "Te Pido Perdon"
- 2011 – Billboard Latin Music Award, Latin Rhythm Airplay, Artista del Ano, szóló
- 2011 – Billboard Latin Music Award, Latin Rhythm Albums, Artista del Ano, szóló
- 2010 – Billboard Latin Music Award, Producer of the Year
- 2010 – Billboard Latin Music Award, Latin Digital Download of the Year for "El Amor"
- 2010 – Billboard Latin Music Award, Latin Master Ringtone of the Year for "El Amor"
- 2010 – Billboard Latin Music Award, Latin Digital Album of the Year for "El Patron"
- 2010 – Billboard Latin Music Award, Latin Rhythm Albums Artist of the Year, szóló
- 2010 – Billboard Latin Music Award, Latin Rhythm Album of the Year for "El Patron"
- 2010 – Billboard Latin Music Award, Latin Artist of the Year
- 2010 – Billboard Latin Music Award, Hot Latin Song of the Year,"Mi Cama Huele a Ti" megosztva Zion & Lennox-szal
- 2010 – Billboard Latin Music Award, Latin Album of the Year for "El Patron"
- 2010 – Billboard Latin Music Award, Top Latin Albums Artist of the Year, férfi
- 2010 – Billboard Latin Music Award, Latin Pop Airplay Song of the Year for "El Amor"
- 2010 – Billboard Latin Music Award, Latin Pop Airplay Artist of the Year, férfi
- 2010 – Billboard Latin Music Award, Tropical Airplay Song of the Year for "El Amor"
- 2010 – Billboard Latin Music Award, Latin Rhythm Airplay Song of the Year for "El Amor"
- 2010 – Billboard Latin Music Award, Latin Rhythm Airplay Artist of the Year, szóló
- 2008 – Billboard Latin Music Award, Hot Latin Song of the Year, "Siente El Boom" duett megosztva Randy-vel
- 2007 – Billboard Latin Music Award, Reggaeton Song of the Year for "Caile"

Díjak
- 2010 – Billboard Latin Music Award, Hot Latin Songs Artist of the Year, férfi
- 2010 – Latin Music Award, Hot Latin Song of the Year for "El Amor"
- 2010 – Latin Music Award, Tropical Airplay Artist of the Year, férfi

### Latin Grammy Awards
Jelölések
- 2013 – Latin Grammy Award, Best Urban Music Album "Invicto"
- 2010 – Latin Grammy Award, Best Tropical Song "Te Pido Perdon"
- 2009 – Latin Grammy Award Best Urban Music Album "El Patron"
- 2009 – Latin Grammy Award, Best Tropical Song for "El Amor" megosztva Joan M. Ortiz-zal
- 2008 – Latin Grammy Award, Best Urban Music Album "It's My Time"
- 2008 – Latin Grammy Award, Best Urban Song "El Tra"

Díjak
- 2011 – Latin Grammy Award, Best Contemporary Tropical Album "Invencible"

### Los Premios MTV
Jelölések
- 2009 – Los Premio MTV, Best MTV Tr3's Artis

### Premio Lo Nuestro
Jelölések
- 2011 – Premio Lo Nuestro, Collaboration of the Year (Colaboracion del Ano) "Mi Cama Huele a Ti" megosztva Zion, Lennox-szal
- 2011 – Premio Lo Nuestro, Tropical Song of the Year (Tropical Cancion del Ano) "Te Comence a Querer"
- 2011 – Premio Lo Nuestro, Tropical Artist of the Year, férfi (Tropical Artista Masculino del Ano)
- 2010 – Premio Lo Nuestro, Urbano Album del Ano (Urban Album of the Year)"El Patron"
- 2010 – Premio Lo Nuestro, Urbano Artista del Ano (Urban Artist of the Year)
- 2008 – Premio Lo Nuestro, Urban Song of the Year "Siente El Boom" megosztva Randy-vel
- 2007 – Premio Lo Nuestro, Canción del Año (Song of the Year - Urban Genre) "Caile"
- 2007 – Premio Lo Nuestro, Artista del Año (Artist of the Year - Urban Genre)
- 2007 – Premio Lo Nuestro, Álbum del Año (Album of the Year - Urban Genre)"Top of the Line"

Díjak
- 2010 – Premio Lo Nuestro, Urbano Cancion del Ano (Urban Song of the Year) "El Amor"

### Premios Juventud
Jelölések
- 2010 – Premio Juventud, La Mas Pegajosa (Catchiest Tune) "El Amor"
- 2010 – Premio Juventud, Mi Artista Urbano Favorito Es… (Favorite Urban Artist)

Díjak
- 2010 – Premio Juventud, Mi Ringtone (My Ringtone) "El Amor"

## Külső hivatkozások
- Facebook
- Twitter
- Tito "El Bambino" az IMDB-n
- MySpace
- YouTube
- Héctor & Tito
- 12th Latin GRAMMY Backstage - Tito El Bambino
- Discogs
- Tito El Bambino Biography
- Jelölések
- Haláláról szóló álhír (2015. aug. 23-24.)

## Bibliográfia
- Archiválva 2009. június 1-i dátummal a Wayback Machine-ben (spanyol nyelven)
- Hector el Father Adds Rican Flavor to Roc La Familia (angol nyelven)